# Samorodok Khabarovsk
Maillots
Samorodok Khabarovsk est un ancien club russe de volley-ball féminin basé à Khabarovsk. Le club a été créé en 2000 et a disparu en septembre 2012 en raison de problèmes financiers.

## Palmarès
- Coupe de Russie
  - Finaliste : 2002, 2005.

## Effectifs

### Saison 2011-2012 (Dernière équipe)
Entraîneur : Vladimir Podkopaev  Ukraine